# Ronaldo (navn)
Ronaldo er den portugisiske og spanske udgave af navnet Ronald.

## Fodbold
- Ronaldo – Ronaldo Luis Nazário de Lima (født 1976), Fodboldspiller fra Corinthians og det brasilianske landshold
- Ronaldo de Assis Moreira (født 1980), Fodboldspiller der tidligere har spillet i bl.a. FC Barcelona og AC Milan og som i dag spiller i Flamengo og på det brasilianske landshold, også kendt som Ronaldinho Gaúcho, og mest almindeligt som Ronaldinho
- Cristiano Ronaldo (født 1985), Fodboldspiller fra Real Madrid og det portugisiske landshold
- Ronaldo Guiaro (født 1974), OL-fobold-bronzemedaljevinder i 1996, også kendt som Ronaldinho (brugt før 1997 til at skelne mellem sig selv og Ronaldo Luis Nazário de Lima)
- Ronaldo Rodrigues de Jesus (født 1965), 'Ronaldão', VM i fodbold 1994-vinder (også kendt som Ronaldo på et tidspunkt)
- Ronaldo Maczinski (født 1980), brasiliansk angriber
- Ronaldo Soares Giovanelli (født 1967), målmand tidligt i 1990'erne
- Ronaldo Silva, OL-fodbold-sølvmedaljevinder i 1984
- Ronald Cerritos savadoreansk fodboldspiller, der i øjeblikket spiller i USL.

## Musik
- Ronaldo Miranda (født 1974),  brasiliansk komponist, pianist, lærer og  professor

## Politik
- Ronaldo Puno, filippinsk kampagneleder